# Frances Farmer
Frances Elena Farmer (Seattle, 19 de septiembre de 1913-Indianápolis, 1 de agosto de 1970) fue una actriz estadounidense de cine, teatro y televisión.

## Biografía
Frances nació el 19 de septiembre de 1913 en Seattle, Washington, hija menor de Ernest Melvin Farmer, un abogado, y Lillian Farmer (de soltera, Van Ornum; 1873-1955) que regentaba una pensión y dietista. Frances tenía dos hermanas y un hermano mayores. Tras ganar un concurso literario en 1931 durante su último año de instituto con un ensayo que resultó muy controvertido, "God Dies", se la acusó de atea y comunista.
Estudió drama en la Universidad de Washington y compaginó los estudios con actuaciones en las obras teatrales organizadas por la universidad. En 1935 ganó un concurso para suscriptores del periódico de izquierdas The Voice of Action. El primer premio era un viaje a la Unión Soviética, que ella aceptó a pesar de la fuerte objeción de su madre, para poder ver el pionero Teatro de Arte de Moscú. Tal interés fomentó el rumor de que además de atea era comunista. A su regreso en verano del mismo año, se detuvo en Nueva York, para comenzar realmente una carrera como actriz de teatro. Sin embargo, fue descubierta por un cazatalentos hollywoodiense que le ofreció en la Paramount un contrato de siete años; Farmer, que contaba veintidós, se mudó a Hollywood y se casó con el actor Leif Erickson.
Su carácter orgulloso y obstinado le hizo perder rápidamente su popularidad en Hollywood, lo que la llevó de nuevo al teatro, que compaginaría más tarde con el cine, de nuevo en la Paramount. En 1942, se divorció de Erickson.
A partir de este hecho, se vio envuelta en una espiral de escándalos, siendo arrestada por conducir ebria, denunciada por un peluquero del estudio al que supuestamente dislocó la mandíbula de un golpe, durante las audiencias ante el tribunal por tales hechos, agredió físicamente a los policías y al juez. Se la llevó a un hospital psiquiátrico de Los Ángeles, donde fue diagnosticada de psicosis maníaco-depresiva y más tarde de esquizofrenia paranoica. Fue sometida a inyecciones de insulina y permaneció recluida nueve meses hasta que se escapó del centro.
De nuevo volvió a Seattle con sus padres, pero las discusiones con su madre eran continuas y, tras agredirla físicamente, fue recluida de nuevo durante tres meses en un hospital psiquiátrico de Washington, donde recibió un duro tratamiento a base de electroshocks.
A los 32 años, volvería al mismo centro psiquiátrico, donde esta vez permanecería cinco años, en los que además de la terapia de electroshock supuestamente fue violada repetidas veces con el consentimiento de los médicos del centro, y le fue practicada una lobotomía, aunque esto último no está comprobado. No consta en los archivos del hospital, la lobotomía se consideraba entonces un método innovador y no se ocultaba, en 1983 varios periódicos de Seattle entrevistaron a antiguos miembros del personal del centro, incluyendo todas las enfermeras de la sala de lobotomía durante los años en que Farmer estuvo ingresada y todas dijeron que no fue una paciente allí.
La supuesta lobotomía fue mencionada por primera vez en 1978, por el crítico de cine de Seattle William Arnold en su libro Shadowland y las supuestas brutalidades durante su internado de cinco años también se hicieron públicas tras su muerte en la autobiografía póstuma Will There Really Be a Morning?, publicada por su amiga Jean Ratcliffe con sospechas de que ella misma la escribió o exageró ciertas partes, aunque ella afirmaba que solo escribió la parte final sobre la muerte de Frances.
Después de esto, en 1954 se casó con Alfred H. Lobley y trabajó unos años como secretaria en Eureka, California. Más tarde conoció a Leland C. Mikesell, que le buscó trabajo en el hotel Sheraton de San Francisco como recepcionista y la animó a escribir un artículo con sus experiencias, lo que volvió a atraer la atención sobre ella. En una entrevista en la revista Modern Screen dijo: "No culpo a nadie por mí caída... Creo que he ganado la lucha para controlarme", apareció en dos ocasiones en The Ed Sullivan Show y en otro programa televisivo, This is Your Life, el presentador Ralph Edwards le preguntó sobre su supuesto alcoholismo: "Otras historias te acusan de ser una alcohólica ¿Lo eras Frances?" ella contestó: "No, nunca fui una alcohólica". Tras divorciarse de Lobley se casó con Mikesell. Este tercer matrimonio acabaría en divorcio en el año 1963.
Después trabajó en televisión, especialmente en el programa Frances Farmer presents (1958-1964) donde se mostraba como una anfitriona amable. Su última interpretación fue en la obra teatral The Visit en 1965. Había sido despedida de televisión por su comportamiento de nuevo errático. Farmer y su amiga Jean Ratcliffe intentaron crear una empresa de cosméticos pero el proyecto fracasó cuando su inversionista malversó los fondos. Murió en 1970, a la edad de 56 años, de cáncer de esófago debido a su tabaquismo. Está enterrada en el cementerio Oaklawn Memorial Gardens en Fishers, Indiana.

### Homenajes
Culture Club le hacen homenaje en el video "Medal Song".
Deftones se refiere a ella en su canción Rats!Rats!Rats!, perteneciente al álbum Saturday Night Wrist.
En relación con la actriz el grupo musical de Seattle Nirvana dedicó una canción a Farmer, titulada "Frances Farmer Will Have Her Revenge on Seattle". También Courtney Love llevó en su boda un vestido que había pertenecido a Farmer, a pesar de que la hija de Courtney y Kurt se llama Frances Bean Cobain, no es por Frances Farmer sino por la integrante de The Vaselines, Frances McKee.
La  cantante francesa Mylène Farmer tomó su apellido en honor a esta actriz y la actriz Jessica Lange fue nominada a un Óscar por encarnar a Farmer en el film Frances, de 1982.

## Filmografía
- Too Many Parents (1936)
- Border Flight (1936)
- Rhythm on the Range (1936)
- Rivales (1936)
- Exclusive (1937)
- The Toast of New York (El ídolo de Nueva York) (1937)
- Ebb Tide (1937)
- Ride a Crooked Mile (1938)
- South of Pago Pago (1940)
- Flowing Gold (1941)
- World Premiere (1941)
- Badlands of Dakota (1941)
- Among the Living (1941)
- Son of Fury: The Story of Benjamin Blake (1942)
- I Escaped from the Gestapo (1943)
- The Party Crashers (1958)
- Frances (1982)

### Televisión
- Playhouse 90 (1 episodio, 1958)
- Matinee Theatre (1 episodio, 1958)
- Frances Farmer presents (1958-1964)
- Studio One (1 episodio, 1958)